# Menet
Menet ist eine französische Gemeinde mit 531 Einwohnern (Stand 1. Januar 2022) im Département Cantal in der Region Auvergne-Rhône-Alpes; sie gehört zum Arrondissement Mauriac und zum Kanton Riom-ès-Montagnes.

## Geographie
Die Gemeinde liegt rund sechs Kilometer nordwestlich des Kantonshauptorts Riom-ès-Montagnes im Regionalen Naturpark Volcans d’Auvergne. Nachbargemeinden von Menet sind Saint-Étienne-de-Chomeil im Norden, Riom-ès-Montagnes im Osten, Valette im Süden, Trizac im Südwesten, Le Monteil im Westen (im Département Haute-Loire) und La Monselie im Nordwesten.
Im Osten des Gemeindegebietes verläuft der Fluss Sumène mit seinem Zufluss Cheylat nach Norden, im westlichen Teil sein Nebenfluss Violon in nordwestliche Richtung. Nördlich der Ortschaft Menet liegt der See Lac de Menet, der zur Sumène entwässert.

### Verkehrsanbindung
Das östliche Gemeindegebiet wird von der Départementsstraße D3 durchquert, die von Riom-ès-Montagnes in nordwestlicher Richtung verläuft und zwischen Ydes und Bort-les-Orgues in die D922 einmündet. Parallel dazu verläuft auch eine Eisenbahnstrecke, auf der heute der Touristenzug Gentiane Express verkehrt.

## Bevölkerung
| Jahr                       | 1962 | 1968 | 1975 | 1982 | 1990 | 1999 | 2008 | 2016 |
| -------------------------- | ---- | ---- | ---- | ---- | ---- | ---- | ---- | ---- |
| Einwohner                  | 851  | 819  | 653  | 653  | 622  | 580  | 506  | 567  |
| Quellen: Cassini und INSEE |      |      |      |      |      |      |      |      |

## Sehenswürdigkeiten
- Kirche Saint-Pierre aus dem 12. Jahrhundert, Monument historique[1]